# Psiloderces fredstonei
Psiloderces fredstonei là một loài nhện trong họ Ochyroceratidae. Loài này phân bố ở Thailand.